# Flügelbein
Das Flügelbein (Os pterygoideum) in der Zoologie meist Pterygoid genannt, ist ein Knochen der hinteren Gaumenregion der Osteognathostomata. Er steht stets in mehr oder weniger enger anatomischer Beziehung mit dem Hirnschädel und dient bei den Amnioten als Ansatzstelle für die Kiefermuskulatur.

## Fischartige Osteognathostomen
Das Pterygoid ist ein paariger Deckknochen der Gaumenregion und tritt bereits im Grundbauplan der Osteognathostomata auf. Bei den fischartigen Osteognathostomen wird es Entopterygoid genannt und von einem stets eng mit ihm assoziierten Ectopterygoid unterschieden. Sowohl Ento- als auch Ectopterygoid sind bezahnt, und ihre Zähne bilden zusammen mit denen auf weiteren Dermalknochen des Gaumens (Dermopalatina), die sogenannte innere Zahnarkade. Daneben weisen sowohl Fleischflosser (Sarcopterygii) als auch Strahlenflosser (Actinopterygii) an der Unterseite des Craniums ein Knochenelement auf, das Metapterygoid genannt wird. Dieses ist aber kein Dermalknochen, sondern eine Verknöcherung des Palatoquadratums (Ersatzknochen), hat folglich evolutionär einen anderen Ursprung als Ento- und Ectopterygoid.
Bei den modernen Knochenfischen (Teleostei) sind Ectopterygoid, Entopterygoid und Metapterygoid Bestandteile des Suspensoriums. Alle drei können bezahnt sein, d. h., auch das Metapterygoid muss hier Deckknochenanteile enthalten.

## Landwirbeltiere

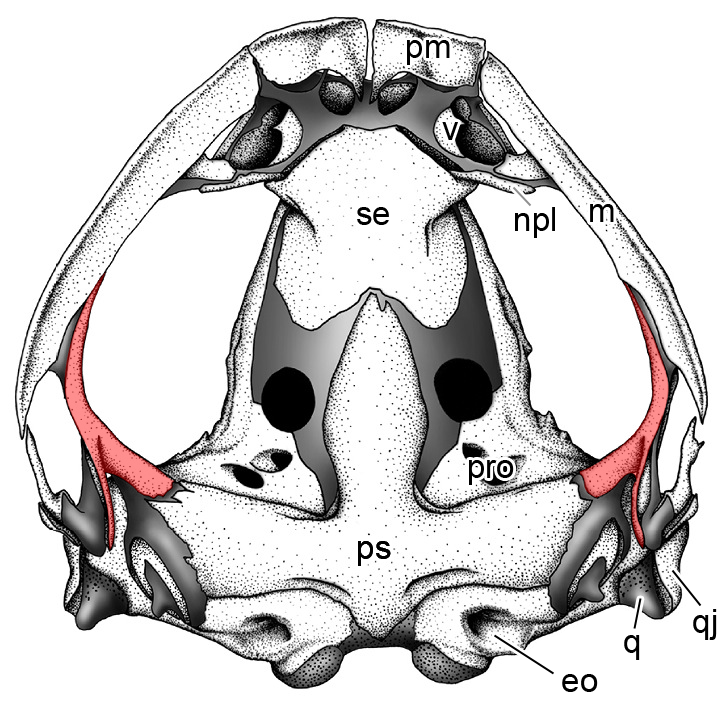
Schädel einer „Andenkröte“ in Gaumenansicht mit rot markiertem Pterygoid. In dem offenen, spangenartigen Schädel der Froschlurche ist das Pterygoid ein relativ filigranes Element ohne breiten Kontakt zum vorderen Gaumen. Man beachte auch, dass bei den modernen Amphibien der Basisphenoid reduziert ist, sodass das Pterygoid mit dem Parasphenoid artikuliert.

### „Amphibien“
Bei den Tetrapoden wird das Homologon des Entopterygoids der fischartigen Osteognathostomen traditionell nur als Pterygoid bezeichnet. Bei den basalen Landwirbeltieren ist es ein flaches und oft flächiges Element des hinteren Gaumendaches und steht nach innen (mediad) mit dem unteren Teil der Hirnkapsel, dem Basicranium (speziell dem Basisphenoid und/oder dem Parasphenoid) mehr oder weniger eng in Verbindung. Nach vorn (rostrad) hat es oft Kontakt mit verschiedenen vorderen Gaumenknochen, meist mit dem Palatinum, nach außen (laterad) in der Regel mit dem Ectopterygoid. Nach hinten (caudad) steht es faktisch immer mit dem Quadratum in Verbindung. Zudem trägt es, wie die anderen dermalen Gaumenknochen auch, oft kleine Zähne. Bei den modernen Amphibien hingegen nicht. Bei diesen ist auch das Ectopterygoid komplett reduziert. Bei den Blindwühlen ist das Pterygoid mit dem Quadratum zum Pterygoquadratum verschmolzen.

### Amnioten

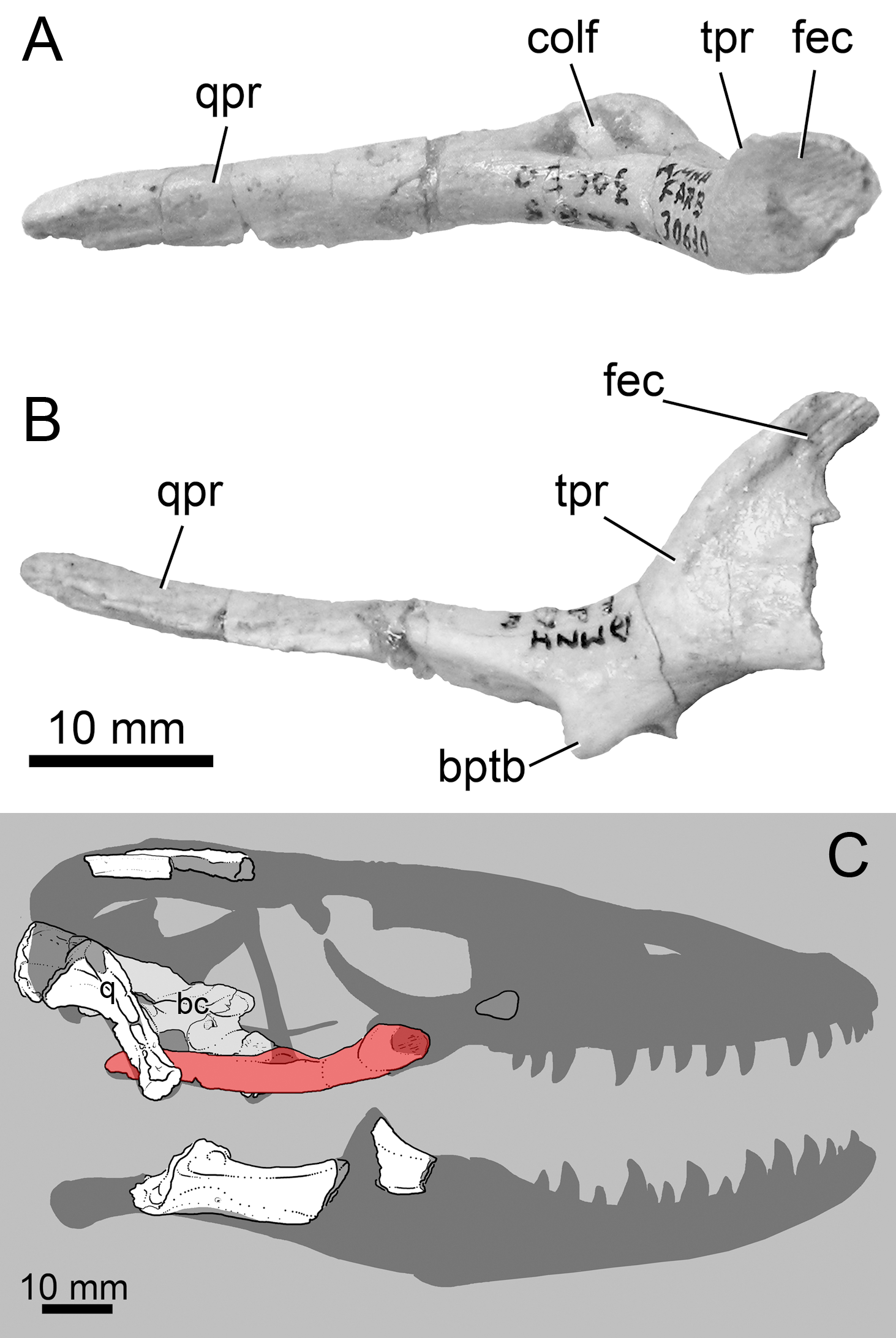
A und B: Isoliertes rechtes Pterygoid eines fossilen Warans in lateraler (A) und ventraler (B) Ansicht. Man beachte, dass bei „Echsen“ (wie auch bei Krokodilen und Vögeln) das Pterygoid im Gegensatz zu den basalen Sauropsiden und Brückenechsen keinen langen rostralen Fortsatz und damit keinen Anteil am vorderen Gaumen hat. C: Die anatomische Position des Pterygoids (rot markiert) in Nachbarschaft von Quadratum und Hirnkapsel im als Schattenriss dargestellten Schädel ist exemplarisch für viele andere „Echsen“.

Auch bei den Amnioten vollzieht sich im Laufe ihrer Evolution eine allgemeine Reduktion der Gaumenbezahnung und so ist bei nahezu allen rezenten Amnioten das Pterygoid unbezahnt. Eine Ausnahme machen die Schlangen.
Bei den ausgestorbenen basalen Sauropsiden bzw. Eureptilien und Synapsiden („Pelycosaurier“) ähnelt das Pterygoid noch relativ stark dem der basalen Tetrapoden. Es ist ein flacher, dreistrahliger Knochen, der gegliedert ist in

• einen langgestreckten vorderen (rostralen) Fortsatz, der nach außen (lateral) dem Palatinum (Gaumenbein) und vorn (rostral) dem Vomer („Pflugscharbein“) anliegt und einen Großteil des inneren (medialen) Randes des vorderen Gaumendaches (in Gestalt der Mittelnaht oder der äußeren Umrandung des Interpterygoidalraumes, auch Interpterygoidalspalt genannt) bildet,

• einen eher flächigen, laterad gerichteten Transversalfortsatz, der in die Subtemporalfossa hineinragt,

• und einen wiederum langgestreckten hinteren (caudalen), oft stab- oder leistenartigen Fortsatz, der mit dem Quadratum („Quadratbein“) in Kontakt steht.

Vergleichende Anatomie der rechten Pterygoide verschiedener früher Diapsiden in Ventralansicht (nicht maßstäblich); man beachte die noch bei allen Vertretern vorhandene Bezahnung (apr = vorderer/rostraler Fortsatz, qpr = Quadratfortsatz, tpr = Transversalfortsatz).

Der Transversalfortsatz gilt als eines der wichtigsten neu erworbenen Merkmale in der Evolution der Amnioten. Er dient als Ansatzstelle für den Musculus pterygoideus, den größten Adduktor des Unterkiefers. Nahe dem Ursprung des caudalen Fortsatzes besitzt das Pterygoid der basalen Amnioten dorsal eine Fassung, in die ein seitlicher Auswuchs der rostralen Partie des Basisphenoids greift. Diese bewegliche Verbindung wird Basipterygoidgelenk genannt. Es gewährleistet eine gewisse Beweglichkeit und Flexibilität des Schädels (siehe → Schädelkinetik). Ein Basipterygoidgelenk bzw. Entsprechungen desselben sind auch bei den „höheren“ Diapsiden vorhanden, und zwar sowohl bei den rezenten „Echsen“ („Lacertilia“) und Brückenechsen als auch bei den ausgestorbenen Nicht-Vogel-Dinosauriern. Sie werden auch unter dem Oberbegriff synoviales Basalgelenk (engl.: synovial basal joint) zusammengefasst. Bei vielen „Echsen“ ist das Pterygoid Teil eines „Schubstangensystems“, durch das beim Absenken des Unterkiefers über das nach vorn schwingende Quadratum das Pterygoid gegen den hinteren Gaumen gedrückt wird und so den Oberkiefer leicht anhebt. Krokodile (Crocodylia) haben zwar, wie einige Dinosaurier, sehr kräftig entwickelte Transversalfortsätze (unter Beteiligung des Ectopterygoids), jedoch kein Basalgelenk. Ihr Schädel ist weitgehend akinetisch. Von der Schädelkinetik unabhängig erfolgt in der Sauropsidenlinie allgemein eine Reduktion des rostralen Fortsatzes des Pterygoids. Eine Ausnahme bilden wiederum die Schlangen sowie die Brückenechsen. Insbesondere bei den letztgenannten ähnelt das Pterygoid noch sehr dem der basalen Eureptilien.
Die Vögel (Aves) haben, im Gegensatz zu ihrer rezenten Schwestergruppe, den Krokodilen, einen kinetischen Schädel und besitzen auch ein Basipterygoidgelenk. Bei den Hühner- und Entenvögeln (Galloanserae) ist dieses als sogenanntes Rostropterygoidgelenk ausgebildet. Der Name bezieht sich auf die vorgerückte Position des Kontaktes zwischen Pterygoid und Basicranium, sodass dieser nicht am Basisphenoid, sondern am Parasphenoid erfolgt.

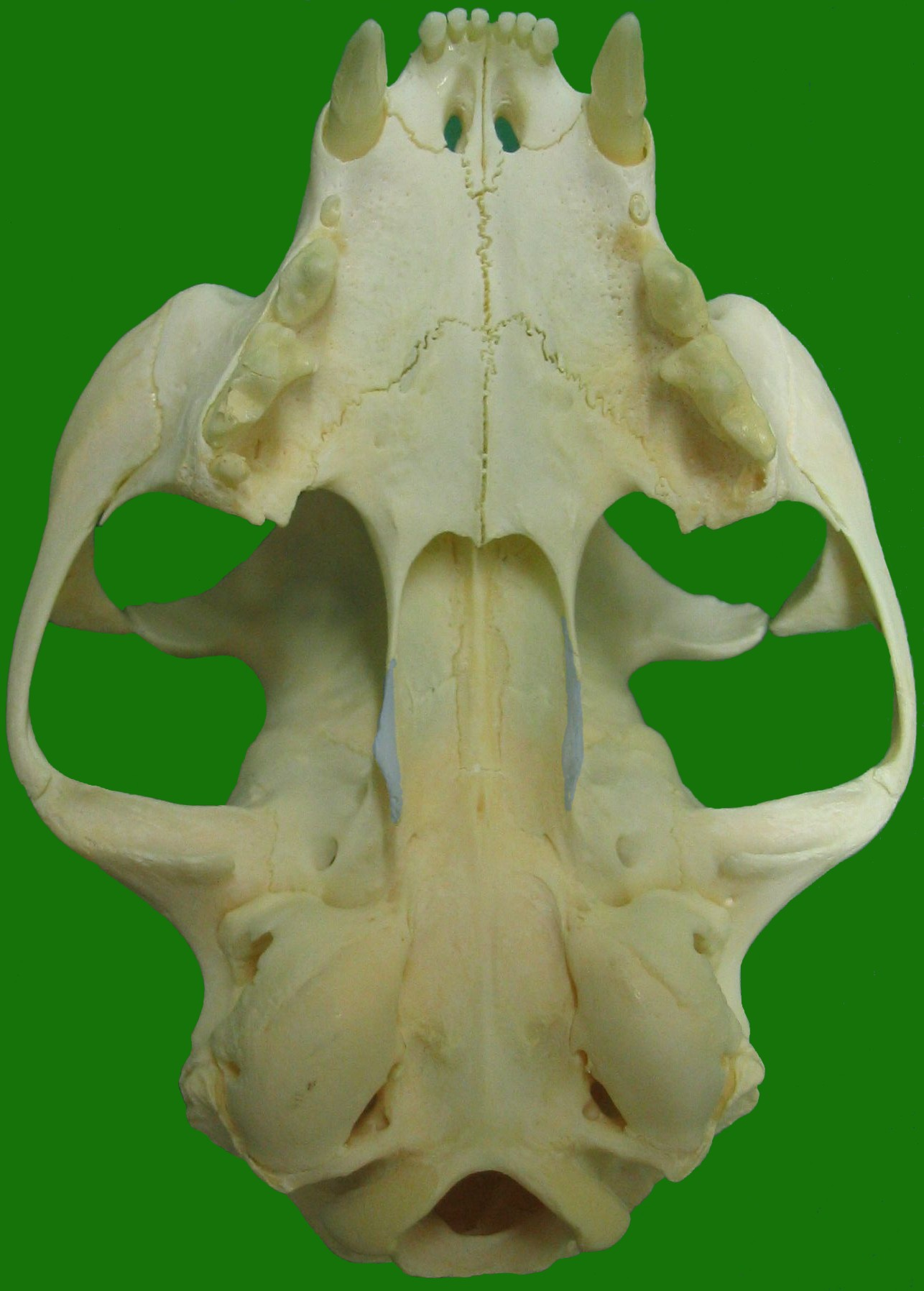
Schädel einer Katze in Gaumenansicht. Das Flügelbein ist hellblau markiert

Der akinetische Schädel der Säugetiere (Mammalia) hat wiederum kein Basalgelenk. Ein dem Pterygoid der übrigen Amnioten homologes Schädelelement ist jedoch vorhanden. Es ist allerdings deutlich in seiner Größe reduziert und liegt nicht horizontal, sondern ist eine mehr oder weniger vertikal stehende Platte (Lamina) in der knöchernen Umrandung der Nasopharynx, ohne nennenswerten Anteil an der Gaumenpartie. Zudem ist es bei vielen Säugern kein eigenständiger Knochen mehr, sondern in den rostralen Teil des Basisphenoids (bei den Säugern auch Os sphenoidale, Sphenoid oder Keilbein genannt; der entsprechende rostrale Fortsatz heißt Processus pterygoideus) inkorporiert. Möglich wurde dieser bedeutende Umbau durch die Veränderungen im Bereich des Kiefergelenks bzw. die Modifikation des Quadratums zu einem Gehörknochen und insbesondere weil die wichtigsten Kieferadduktoren bei den Säugetieren, Musculus masseter und M. temporalis an der hinteren Schädelseitenwand (Tempora) und am Jochbogen (Arcus zygomaticus) ansitzen statt am hinteren Gaumen. Pterygoid bzw. Processus pterygoideus dienen aber auch bei Säugern als Ansatz für den M. pterygoideus. Bei den Vertretern einiger Gruppen, u. a. Primaten und Raubtieren, entspringt der Unterkante des Pterygoids ein kleiner, caudad gerichteter, hakenförmiger Fortsatz, der Hamulus pterygoideus.